# Carina Ari
Carina Ari, nome d'arte di Maria Karina Viktoria Jansson (Stoccolma, 14 aprile 1897 – Buenos Aires, 24 dicembre 1970) è stata una ballerina e coreografa svedese.

## Biografia
Nata a Stoccolma nel 1897, Maria Karina Viktoria Jansson crebbe in povertà e nel 1911 fu ammessa alla scuola di danza dell'Opera reale svedese, diplomandosi nel 1913. Immediatamente dopo il diploma, fu scritturata come ballerina di fila dal Balletto reale svedese, all'epoca diretto da Michel Fokine. Danzò nel corps de ballet di Les Sylphides, Shéhérazade e, dopo la riprese delle attività teatrali dopo la sospensione durante la prima guerra mondiale, cambiò il proprio nome in "Carina Ari".
Nel 1919 lasciò la compagnia e si trasferì in Danimarca per perfezionarsi sotto Fokine, che notò e coltivò il suo talento come coreografa. Tornata in patria, fu ingaggiata da Mauritz Stiller per curare le coreografie del film Erotikon (1920). Dopo la fine delle riprese, si trasferì a Parigi e danzò come prima ballerina dei Ballets suédois; in questa veste danzò come protagonista in Jeux, La Nuit de Saint-Jean e Anita's Dance, creato appositamente per lei da Jean Börlin. Nel 1923 lasciò la compagnia in seguito a divergenze con Börlin e si unì alla compagnia di Opéra-Comique in qualità di solista; qui conobbe Désiré-Emile Inghelbrecht, che sposò nel 1925. Nello stesso anno Ari ottenne il successo grazie al balletto Scénes Dansées, che lei coreografò e danzò in tutta Europa a più riprese fino al 1939.
Nel 1929 il Balletto dell'Opéra di Parigi le commissionò Rayon de Lune, in cui danzò in occasione della prima; l'anno seguente fondò una propria compagnia e si unì al Théâtre National Algérien Mahieddine Bachtarzi di Algeri in qualità di maestra di balletto. Tornata in Francia nel 1933, diresse la compagnia dell'Opéra-Comique fino al 1933, per poi ritornare in patria a danzare con il balletto reale svedese tra il 1935 e il 1937. Nel 1938 Serge Lifar la volle personalmente per danzare nel ruolo di Sulamite ne Le Canique des Cantiques all'Opéra di Parigi; diede il suo addio alle scene il 30 marzo 1939 danzando in Scénes Dansées all'Opéra-Comique.
Dopo il ritiro dalle scene si recò ad Aix-les-Bains per cercare una cura ai reumatismi; qui conobbe il secondo marito Jan Henrik Molzer, con cui si trasferì a Buenos Aires nel 1940 e si dedicò alla scultura.